# Turji Ka Jhalra

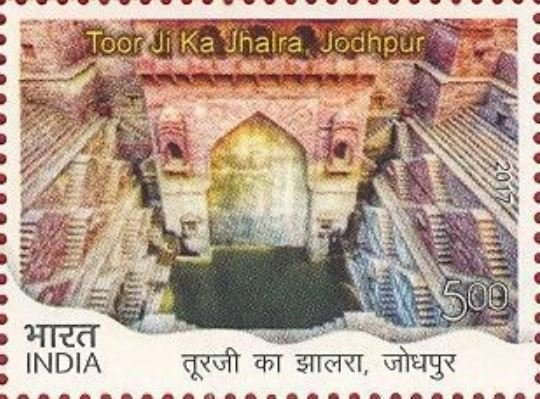
Briefmarke mit Turji Ka Jhalra, Jodhpur

Mit Turji Ka Jhalra (Hindi तूरजी का झालरा tūrajī kā jhālarā, auch Toor Ji Ka Jhalra oder Tanwarji Ka Jhalara) wird ein Stufenbrunnen (jhalra) in der nordwestindischen Großstadt Jodhpur in Rajasthan bezeichnet.

## Lage
Der Turji Ka Jhalra befindet sich inmitten der Altstadtgassen von Jodhpur ca. 100 m westlich des Gulab Sagar bzw. ca. 300 m östlich des Meherangarh Fort. Selbst Einheimische kennen ihn kaum und so ist er am besten über die GPS-Koordinaten zu finden.

## Geschichte
In manchen Texten findet sich eine Entstehungszeit im 6. Jahrhundert; damit würde der Turji Ka Jhalra zu den ältesten Bauten seiner Art gehören. Im Allgemeinen werden jedoch das 18. Jahrhundert (oder sogar genauer das Jahr 1740) als Entstehungszeit und als Auftraggeberin die Rani Tanwarji, Gattin des Raja Abhai Singh, genannt, was dem optischen Eindruck eher entspricht. Beide Datierungen sind inschriftlich oder urkundlich nicht belegt. Letztlich wären sogar beide Datierungen möglich, denn wie alle Stufenbrunnen wurde auch dieser Bau immer wieder restauriert und überarbeitet.

## Architektur

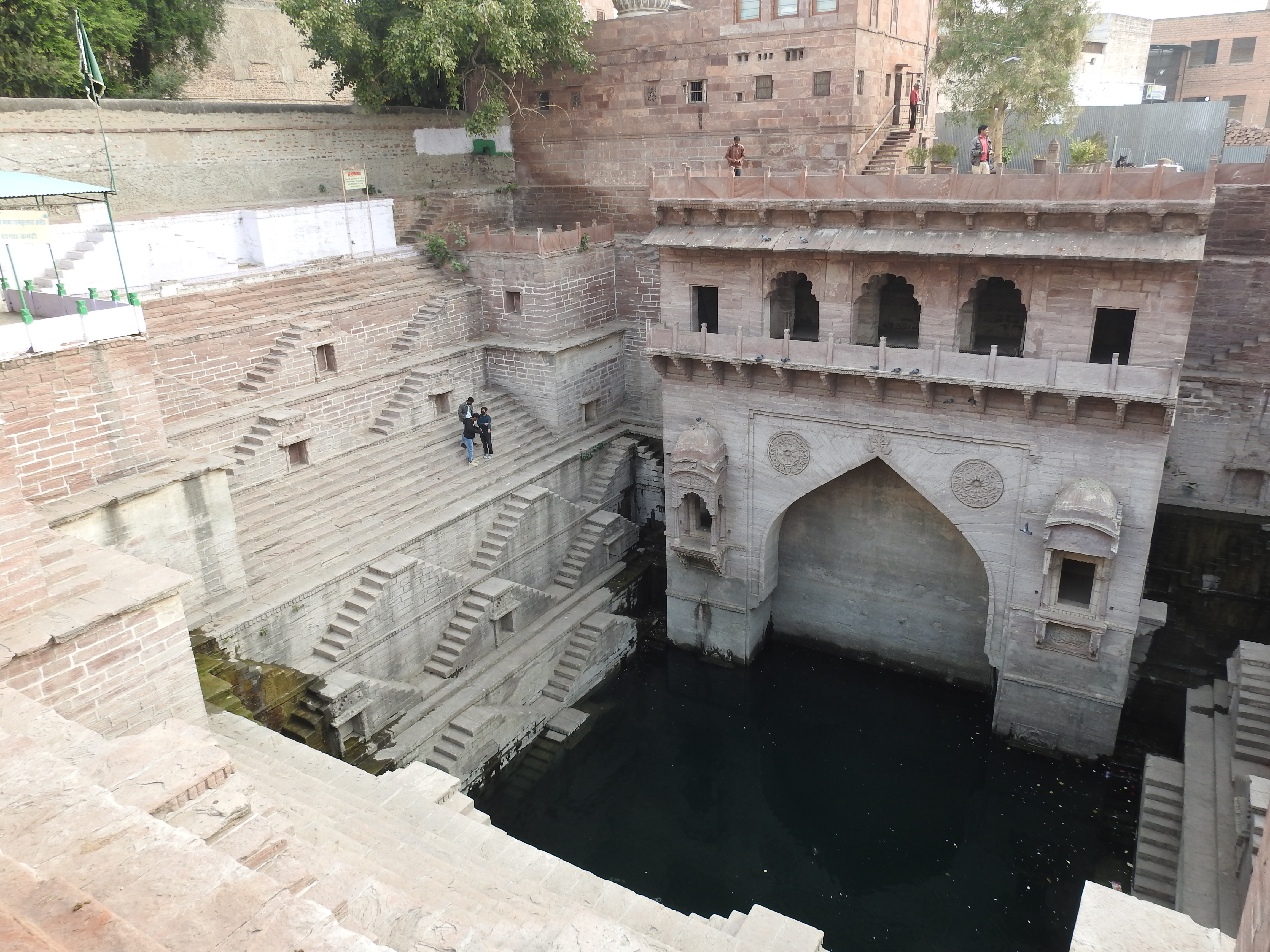
Turji Ka Jhalra, 2021

Der eigentlich nur während der Monsunzeit (Juni bis September) mit Wasser gefüllte Turji Ka Jhalra ist auf drei Seiten von prismenartigen Treppen umgeben, die zu einem im Frühjahr oft ausgetrockneten Wasserloch hinunterführen. Die vierte Seite besteht aus einem Gebäude mit einer großen, im Bogenscheitel leicht angespitzten Blendarkade, die auf beiden Seiten von kleinen Balkonerkern (jharokhas) begleitet wird. Unter einem querverlaufenden Balkon mit einem dahinterliegenden und durch Türen geöffneten Raum endet die maximale Aufnahmekapazität des Brunnens.